# Federatie van Belgische Automobiel Clubs
De Fédération des Automobile Clubs de Belgique werd op 6 januari 1923 opgericht. De Federatie had als doel "de vriendschaps- en solidariteitsbanden aan te halen tussen clubs die hetzelfde doel nastreven en gemeenschappelijke interesses".
Stichtende leden waren de volgende regionale automobielclubs:
- L'Automobile Club Anversois
- L'Automobile Club des Flandres
- L'Automobile Club du Hainaut
- L'Automobile Club de Namur-Luxembourg
- L'Automobile Club Liégeois
- L'Automobile Club Verviétois
- L'Automobile Club du Limbourg
- L'Automobile Club de Spa

De oprichting kwam er als reactie op onenigheid met de Koninklijke Automobiel Club van België over de organisatie van wedstrijden. Van deze regionale automobielclubs is de Koninklijke Automobiel Club der Vlaanderen de enige die nog bestaat in dezelfde vorm.
De eerste voorzitter was Baron Pierre de Crawhez, voorzitter van de Automobiel Club van Namur-Luxembourg.
De schatbewaarder was Arnold Vander Haeghen van de Koninklijke Automobiel Club der Vlaanderen.
Uit deze federatie ontstond de belangenorganisatie Union routière de Belgique.